# Gruvberget
Gruvberget är en by i Bollnäs kommun i sydvästra Hälsingland. Byn ligger i finnskogsregionen i gränstrakterna mellan Dalarna, Gästrikland och Hälsingland omkring fyra mil söder om centralorten Bollnäs. Dess postort är däremot Åmotsbruk i Ockelbo kommun.
Där finns bland annat Sankt Staffans kyrka, vilken uppfördes efter ritningar av Carl Bååth, invigdes 1927 av ärkebiskop Nathan Söderblom  och där den riksbekante prästen Carl-David Othzén var verksam från 1929 till pensioneringen 1967.
I byn ligger även Anstalten Gruvberget som är en kriminalvårdsanstalt med 61 platser i säkerhetsklass 3.